# Terminología descriptiva de las hojas (Botánica)
Los términos de la morfología foliar ocupan un lugar significativo en la descripción de los taxones de plantas. Ya fueron introducidos en el artículo Terminología descriptiva de las plantas. Este artículo amplia con definiciones de términos que no hacen al plan corporal de las plantas, pero son útiles como atributos para diferenciar taxones.
Se definió hoja, vaina, pecíolo, lámina, estípula en la introducción del artículo Terminología descriptiva de las plantas. Se comentó que normalmente son bifaciales, aplanadas adaxial-abaxialmente, antero-posteriormente y dorso-ventralmente. Se diferenció unifacial, isobifacial, isobilateral, céntrica o terete. Se definió pseudopecíolo, estipulada, estipela, estipelada, hástula, lígula, pulvino, pulvínulo, nastia, hidátodos, gutación, domatia o foveolas, agallas, nectarios extraflorales, escama, pérula, catáfilo, filodio, zarcillo foliar.

## Tipos de hojas según su patrón de división
Las hojas compuestas están definidas mediante el número y arreglo de los folíolos. Una hoja pinadamente compuesta u hoja pinada, es la que tiene los folíolos dispuestos a lo largo de un eje llamado raquis. Si la hoja pinada tiene un folíolo terminal (y típicamente un número impar de folíolos) se llama hoja imparipinada. Si no tiene folíolo terminal (y típicamente tiene un número par de folíolos) se llama hoja paripinada. Una hoja bipinadamente compuesta, u hoja bipinada, es la que tiene dos órdenes de ejes, cada uno es pinado (equivalente a una hoja compuesta). El eje central de una hoja bipinada todavía se llama raquis, los ejes laterales que llevan los folíolos se llaman raquillas. Similarmente, una hoja compuesta con tres órdenes de ejes, cada uno pinado, se llama tripinadamente compuesta u hoja tripinada, etc.
- Hojas compuestas
- Hoja pinadamente compuesta, imparipinada. En verde oscuro el pecíolo, en verde claro el raquis y los peciolulos.
- Hoja pinadamente compuesta, paripinada. En verde oscuro el pecíolo, en verde claro el raquis y los peciolulos.
- Hoja bipinadamente compuesta. En verde oscuro el pecíolo, en verde claro el raquis, las 6 raquillas y los peciolulos.
- Hoja pinadamente compuesta con 2 estípulas en la base de la hoja, y 2 estipelas en la base de cada folíolo.
- Aspecto de hoja tripinada.

Una hoja compuesta con 4 o más folíolos que se originan en un punto común, típicamente al final del pecíolo, se llama palmadamente compuesta u hoja palmada. Un tipo de hoja costapalmada es la que es esencialmente palmadamente compuesta pero tiene una extensión del pecíolo elongada como si fuera un raquis (llamado costa) como en algunas palmeras.
- Hojas compuestas
- Hoja palmadamente compuesta. En verde oscuro el pecíolo, en verde claro los peciolulos.
- Hoja costapalmada. La parte engrosada en la que se insertan los folíolos es la costa.

Una hoja compuesta con sólo 3 folíolos se llama trifoliolada o ternadamente compuesta o ternada. La mayoría de estas hojas son palmadas-ternadas, en las cuales los 3 folíolos se unen en un punto común (con pecíolo o no). Raramente, las hojas pueden ser pinadas-ternadas, en las que el folíolo terminal nace en la punta de un raquis. Estas hojas son en realidad derivadas (por reducción) de una hoja pinadamente compuesta y se encuentran por ejemplo en algunos miembros de Fabaceae.
- Hojas compuestas
- Hoja ternadamente compuesta con 3 peciolulos.
- Hoja ternadamente compuesta con 1 peciolulo.
- Hoja ternadamente compuesta con folíolos sésiles.
- Hoja ternadamente compuesta pinada-ternada. En verde oscuro el pecíolo y el raquis, en verde claro los 3 peciolulos.

Una hoja compuesta que consiste en sólo dos folíolos se llama geminada (por Géminis, los gemelos de la mitología griega) o bifoliolada. Una hoja compuesta que porta dos raquillas, cada una con dos folíolos, se llama bigeminada. Una hoja compuesta con dos raquillas, cada una llevando un arreglo pinado de pínulas, se llama geminada-pinada. Finalmente, un tipo muy especializado de hoja es el que parece superficialmente ser una hoja simple, pero en realidad consiste en un único folíolo en la punta de un pecíolo, la unión entre ellos claramente definida. Esta hoja se llama unifoliolada, es interpretada como derivada de una hoja compuesta ancestral.
- Hojas compuestas
- Hoja geminada. En verde oscuro el pecíolo, en verde claro los peciolulos.
- Hoja bigeminada. En verde oscuro el pecíolo, en verde claro las dos raquillas y los cuatro peciolulos.
- Hoja geminada-pinada. En verde oscuro el pecíolo, en verde claro las dos raquillas y los peciolulos.
- Hoja unifoliolada. 1: pecíolo 2: peciolulo.

## Inserción de la hoja en el tallo
Se definió pecíolo, peciolulo, folíolo, vaina, envainadora, sésil y subsésil en Terminología descriptiva de las plantas#Inserción de la hoja en el tallo.
Si la hoja pareciera extenderse debajo del tallo desde el punto de unión, como si estuviera fusionada al tallo, se llama decurrente (como en muchas Cupressaceae). Especializaciones de hojas sésiles también puede haber. Si la hoja es sésil y rodea al tallo en la mayor parte de su circunferencia (pero no toda), se llama amplexicaula, si es sésil con la base de la lámina totalmente rodeando el tallo, se llama perfoliolada. Un caso especial de la última (que trae aparejada la fusión de hojas) es la hoja conada-perfoliada, donde típicamente dos hojas opuestas se fusionan basalmente de forma que las bases de las láminas completamente rodean el tallo.
- Hoja decurrente. Adnación: fusión con otro órgano, en este caso el tallo.
- Hoja amplexicaula.
- Hoja perfoliolada.
- Hoja conada-perfoliada.

## Venación de las hojas
Dos clases muy generales de nerviación son la nerviación abierta y la nerviación cerrada. En la nerviación abierta todas las venas finalizan en el limbo de las hojas o en sus márgenes, sin anastomosarse (sin encontrarse entre ellas). En la nerviación cerrada, las venas se ramifican y se anastomosan unas con otras formando una red que facilita la difusión de líquidos. Es más avanzada, y asegura la nutrición a las porciones rasgadas o heridas.
Cuatro clases muy generales de patrones de nerviación son:
- Uninervia, con una vena central sin venas laterales, por ejemplo en las licofitas, Psilotum, Equisetum, y muchas coníferas.
- Dicotómica, en que las venas se dividen sucesivamente en dos venas del mismo tamaño y orientación, como en Ginkgo, en la que no hay vena media central.
- Paralela, en que las venas se encuentran paralelas unas a otras, las venillas últimas siendo transversas (en ángulo recto), como en muchas monocotiledóneas.
- Reticulada, en que las últimas venillas se anastomosan (se encuentran entre ellas) formando una red interconectada, por ejemplo en la mayoría de las angiospermas no monocotiledóneas (dicotiledóneas).

- Hoja de venación dicotómica.
- Hoja de venación paralela (faltan las venillas transversas).
- Hoja de venación reticulada.

En las venaciones anastomosadas, al unirse las venas entre sí determinan áreas de la lámina que se llaman areolas. Las areolas pueden tener o no pequeñas terminaciones libres de los haces vasculares llamadas vénulas en su interior, que pueden ser simples o ramificadas.
Las hojas reticuladas pueden ser pinadamente venadas con venas secundarias que se originan a lo largo de una vena media central, o palmadamente venadas, con 4 o más venas primarias que se originan en el mismo punto basal, o ternadamente venadas, con 3 venas primarias que se originan en un punto basal.
- Hoja pinadamente venada (si venación 3° es reticulada) o peni-paralela (si venación 3° es paralela).
- Hoja palmadamente venada.

La venación peni-paralela es similar a la venación paralela en que tienen venillas transversales, con venas secundarias que se originan en una vena primaria central, las secundarias paralelas entre sí (por ejemplo en Zingiberales). La venación palmati-paralela tiene muchas venas primarias que se originan en un único punto, las venas secundarias paralelas.
Las venas terciarias pueden unir a las venas secundarias entre sí de dos formas: percurrente o escalariforme si forman como una escalera (en la venación peni-paralela), o reticulada si forman como una red. Nótese que en la venación percurrente las areolas son más o menos rectangulares, en la reticulada son irregulares.
Un sistema de clasificación más detallado es el de Hickey (1973) y Hickey y Wolfe (1975). Este sistema está basado en el patrón de venación primaria, secundaria y terciaria. Lo que sigue es un resumen del sistema:
Para una venación básicamente pinada, se siguen 3 categorías de venación generales: craspedódroma, en que las venas secundarias terminan en el margen de la hoja, camptódroma, en que las venas secundarias no terminan en el margen, e hipódroma, con sólo una vena primaria presente o evidente y venas secundarias ausentes, o muy reducidas, o escondidas dentro del mesófilo de la hoja.
- Venación craspedódroma simple.
- Venación camptódroma eucamptódroma.
- Venación hifódroma.

La venación craspedódroma tiene subcategorías, en la venación craspedódroma simple todas las venas secundarias terminan en el margen, en la venación semicraspedódroma las venas secundarias se ramifican cerca del margen, una vena terminando en el margen, y la otra torciendo hacia arriba hasta encontrar la siguiente vena secundaria, en la venación craspedódroma mixta algunas venas terminales terminan en el margen y muchas lejos del margen.
- Venación craspedódroma simple.
- Venación semicraspedódroma.

La venación camptódroma también tiene subcategorías, en la venación broquidódroma las venas secundarias forman curvas hacia arriba prominentes cerca del margen, uniéndose a otras venas secundarias más distantes, en la venación eucamptódroma las venas secundarias se curvan hacia arriba cerca del margen pero no se unen a otras venas secundarias, en la venación cladódroma las venas secundarias se ramifican cerca del margen, en la venación reticulódroma las venas secundarias se ramifican repetidamente, formando una estructura muy densa y reticulada.
- Venación camptódroma broquidódroma.
- Venación eucaptódroma.
- Venación camptódroma cladódroma.
- Venación camptódroma reticulódroma.

La venación palalelódroma es equivalente a la venación paralela.
- Venación paralelódroma.

La venación es actinódroma si 3 o más venas primarias divergen de un punto (equivalente a venación palmada o ternada), y no se vuelven a unir en el ápice (si se vuelven a unir en el ápice la venación es acródroma, ver más adelante). La venación palinactinódroma es similar, pero las venas primarias tienen ramificaciones adicionales sobre el punto principal de divergencia de las venas primarias.
- Un ejemplo de venación actinódroma: varias venas primarias divergen del mismo punto, y no se vuelven a unir en el ápice de la hoja.
- Venación actinódroma en la flor de loto, Nelumbonaceae.
- Venación palinactidódroma: varias venas primarias divergen del mismo punto, ramificaciones primarias adicionales.

Para la venación actinódroma y palinactinódroma, la venación es marginal si las venas principales, primarias parten del mismo punto y llegan al margen de la lámina, y reticulada si no llegan (no confundir con la "venación reticulada" de la terminología clásica, ya mencionada).
- Venación actinódroma imperfecta (las venas primarias cubren menos de dos tercios de la hoja) y marginal
- Venación actinódroma, imperfecta, reticulada

La venación flabelada, sinónimo de la dicotómica ya mencionada, es aquella en que muchas venas finas iguales se ramifican hacia el ápice de la hoja, el ejemplo tradicional es Ginkgo.
- Venación flabelada (según Hickey 1973) o dicotómica.
- Venación flabelada o dicotómica.
- Venación flabelada o dicotómica en Ginkgo biloba.

La venación campilódroma es aquella en que muchas venas primarias corren en arcos prominentes, recurvos en la base, curvándose hacia arriba hasta converger en el ápice de la hoja. Si no son recurvos en la base no es campilódroma (es acródroma, ver más adelante).
- Venación campilódroma.
- Venación campilódroma en Tamus communis.

Finalmente, la venación es acródroma si dos o más venas primarias (o fuertemente desarrolladas venas secundarias) corren en arcos convergentes hasta encontrarse en el ápice de la hoja (pero no están recurvados en la base como en la campilódroma).
- Venación acródroma, en este caso también perfecta y basal.
- Venación acródroma, en este caso imperfecta y basal.

Para las venaciones donde más de dos venas primarias parten del mismo punto (actinódroma, palinactinódroma y acródroma), la venación es basal si las venas primarias se unen en la base de la lámina, y suprabasal si divergen arriba de la base de la lámina. La venación es perfecta si la ramificación de las venas laterales primarias y sus ramificaciones cubren al menos dos tercios de la lámina (o llegan al menos a dos tercios de distancia del ápice de la lámina), e imperfecta si estas venas cubren menos que eso.
- Venación acródroma, perfecta y basal.
- Venación acródroma, imperfecta y basal.
- Venación acródroma, perfecta y suprabasal.
- Venación acródroma, imperfecta y suprabasal.

Estos tipos de venación complejos, junto con muchos otros detalles de la hoja, pueden ser específicos de ciertos grupos taxonómicos. Si bien no son muy usados en la descripción morfológica estándar de las plantas, su reconocimiento puede ser muy útil en identificación (por ejemplo de muchas plantas tropicales o fósiles) y en clasificación.

## Formas bidimensionales
Las formas bidimensionales de las hojas y otros órganos aplanados fueron estandarizadas (ver Systematics Association Committee for Descriptive Terminology, 1962). Estos términos de forma están basados, en parte, en la relación entre el tamaño del largo respecto al ancho de la forma.
Las formas en que los márgenes del objeto son derechas y aproximadamente paralelos son
- Aciculares, en forma de aguja con largo:ancho mayor a 12:1.
- Ensiforme, con forma de espada, con largo:ancho mayor a 12:1, por ejemplo las hojas de Iris.
- Acintado ("strap-shaped"), plano, no como aguja, pero con largo:ancho mayor a 12:1.
- Linear, con un largo:ancho entre 12:1 y 6:1.
- Delgadamente oblongo, con un largo:ancho entre 6:1 y 3:1, y
- Oblongo, con un largo:ancho entre 3:1 y 2:1.

- Forma bidimensional acicular, ensiforme y acintada.
- Forma bidimensional lineal.
- Forma bidimensional oblonga.

Las formas en que los márgenes están curvados simétricamente con el punto más ancho cerca del punto medio del objeto, con el radio largo:ancho entre 6:1 y 3:1 son delgadamente elípticos, si el radio es entre 2:1 y 3:2 son elípticos, si es aproximadamente de 6:5 son ampliamente elípticos, y si el radio es aproximadamente 1:1 son orbiculares (circulares).
- Forma bidimensional elíptica.
- Forma bidimensional orbicular.

Las formas en que los márgenes están curvados, con el punto más ancho cerca de la base, son lanceolados si el radio largo:ancho es entre 6:1 y 3:1, lanceovados si es entre 3:1 y 2:1, ovado si es entre 2:1 y 3:2, ampliamente ovado si es aproximadamente de 6:5, y muy ampliamente ovado si es cercano a 1:1.
- Forma bidimensional lanceolada.
- Forma bidimensional oval u ovada.

Las formas en que los márgenes son curvos, con el punto más ancho cerca del ápice, con oblanceolados, si el radio largo:ancho es entre 6:1 y 3:1, oblanceovados si es entre 3:1 y 2:1, obovados si es entre 2:1 y 3:2, ampliamente obovado si es aproximadamente de 6:5, y muy ampliamente obovado si es cercano a 1:1.
- Forma bidimensional oblanceolada.
- Forma bidimensional obovada.

Las formas de 3 lados en que los 3 lados son aproximadamente rectos se llaman delgadamente triangulares si el radio largo:ancho es entre 6:1 y 3:1, triangulares si el radio es entre 2:1 y 3:2, ampliamente triangulares si el radio es aproximadamente de 6:5, y deltados si el radio es aproximadamente 1:1.
- Forma bidimensional deltada.

Las formas de 4 lados se llaman rómbicas si son más anchas en el lado medio, con radio entre 2:1 y 3:2, y truladas, si son más anchas cerca de la base, con un radio entre 2:1 y 3:2.
- Forma bidimensional rómbica.
- Forma bidimensional trulada.

Finalmente, algunos términos especializados son cordado o cordiforme, con la forma de un corazón invertido, aproximadamente ovado y con la base cordada, obcordado es cordado invertido (entonces con forma del corazón al derecho), falcada o falciforme, con la forma de una cimitarra, lanceolado al linear y curvado a un lado, lirado, pinatifido, pero con un lóbulo terminal largo y lóbulos laterales y basales más pequeños, pandurado, con forma de violín, obovado con los márgenes de los lados cóncavos, reniforme, con forma de riñón, más ancho que largo con un ápice redondeado y una base reniforme, espatulado, oblongo, obovado, u oblanceolado con una base larga atenuada, y subulado, con forma de punzón, aproximadamente delgadamente oblongo a delgadamente triangular.
- Forma bidimensional cordada.
- Forma bidimensional falcada.
- Forma bidimensional pandurada.
- Forma bidimensional reniforme.
- Forma bidimensional espatulada.
- Forma bidimensional subulada.

Las formas de la base en que los lados son incurvados o aproximadamente rectos son atenuadas, cuando los márgenes basales son abruptamente incurvados (cóncavos), con el ángulo de intersección de menos de 45°; es delgadamente cuneadas cuando los márgenes basales son aproximadamente rectos con el ángulo de intersección de menos de 45°, cuneadas (a veces también llamadas agudas) cuando los márgenes basales son aproximadamente rectos con el ángulo de intersección entre 45° y 90°, obtusas cuando los márgenes basales son aproximadamente derechos con el ángulo de intersección de más de 90°, y truncadas cuando los márgenes basales poseen una línea que los cruza, con el ángulo de intersección más o menos de 180°.
- Base de forma bidimensional atenuada.
- Base de forma bidimensional delgadamente cuneada.
- Base de forma bidimensional cuneada.
- Base de forma bidimensional obtusa.
- Base de forma bidimensional truncada.

Las formas de las bases en que los lados son curvados son redondeadas, con los márgenes basales convexos, formando un único arco suave, cordadas, con dos lóbulos basales redondeados que se intersecan en un ángulo agudo, reniformes, con dos lóbulos basales redondeados, suavemente cóncava en la intersección entre los lóbulos.
- Base de forma bidimensional redondeada.
- Base de forma bidimensional cordada.
- Base de forma bidimensional reniforme.

Las formas de la base en que hay dos lóbulos protruyendo son auriculadas si tienen dos lóbulos basales redondeados, los márgenes sobre los lóbulos cóncavos, hastadas si tienen dos lóbulos basales más o menos en punta y orientados hacia afuera, aproximadamente a 90° del eje central, y sagitadas si tienen dos lóbulos basales más o menos en punta y orientados hacia abajo, lejos del ápice.
- Base de forma bidimensional auriculada.
- Base de forma bidimensional hastada.
- Base de forma bidimensional sagitada.

Finalmente, algunas otras bases especializadas son oblicua, con una base asimétrica, peltada, con el pecíolo lejos del margen, en el lado de abajo de la lámina como en Tropaeolum, y envainador, con una vaina foliar basal que rodea al tallo.
- Base de forma bidimensional oblicua.
- Base de forma bidimensional peltada.

Por forma del ápice se hace referencia a la forma de la región apical debajo del proceso apical o extensión de la vena, si presente. Para una hoja o bráctea, se refiere a la forma de la lámina en su ápice.
Un ápice acuminado es el que tiene los márgenes apicales abruptamente incurvados (cóncavos), el ángulo de la intersección apical de menos de 45°. Dos otras formas son variantes de ésta: caudada, abruptamente incuminado en una región apical larga, delgadamente triangular (como una cola), y cuspidada, abruptamente acuminada en un ápice muy marcado o tieso, triangular.
- Ápice de forma bidimensional acuminado.
- Ápice de forma bidimensional caudado.
- Ápice de forma bidimensional cuspidado.

Cuatro formas tienen lados rectos, no curvados. Un ápice delgadamente agudo es el que tiene los márgenes aproximadamente rectos, el ángulo de intersección de menos de 45°. Un ápice agudo también tiene márgenes más o menos rectos, pero el ángulo de intersección es entre 45° y 90°. Un ápice obtuso es el que tiene los lados aproximadamente rectos y el ángulo de intersección de más de 90°. Un ápice truncado tiene un ángulo de intersección de más o menos 180°.
- Ápice de forma bidimensional delgadamente agudo.
- Ápice de forma bidimensional agudo.
- Ápice de forma bidimensional obtuso.
- Hoja de ápice obtuso.
- Ápice de forma bidimensional truncado.

Un ápice redondeado tiene márgenes apicales convexos, formando un arco único y suave. Un ápice oblicuo tiene una forma asimétrica. Finalmente, dos términos que describen una hendidura apical son emarginado, con una incisión apical de un largo de 1/16 a 1/8 de la vena media o unión de las venas primarias, y retuso, con una incisión apical de una distancia de más de 1/16 de la vena media o venas primarias.
- Ápice de forma bidimensional redondeado.
- Ápice de forma bidimensional emarginado.
- Ápice de forma bidimensional retuso.

El proceso apical generalmente denota una extensión de una vena (típicamente la vena media), entonces la mayor parte del proceso apical es tejido vascular. Puede estar asociado a virtualmente cualquier tipo de forma apical.
Procesos apicales comunes son apiculado, con un proceso apical flexible, radio largo:ancho mayor a 3:1, usualmente ligeramente encorvado, aristado, con un proceso apical duro, radio largo:ancho mayor a 3:1, usualmente prolongado y recto, cirroso, con un proceso apical flexible y grandemente curvado, mucronado, con un proceso apical derecho y duro, el radio largo:ancho entre 1:1 y 3:1, mucronulado, con un proceso apical derecho y duro con el radio largo:ancho menos o igual a 1:1, y espinoso o pungente, con un proceso apical espinoso, duro, como una espina.
- Proceso apical
- Proceso apical de forma bidimensional apiculado.
- Proceso apical de forma bidimensional aristado.
- Proceso apical de forma bidimensional cirroso.
- Proceso apical de forma bidimensional mucronado.
- Proceso apical de forma bidimensional mucronulado.
- Proceso apical de forma bidimensional espinoso o pungente.

## Márgenes
Los márgenes se refieren a los lados de un objeto, usualmente una hoja, una bráctea, sépalo o pétalo. Muchos términos de márgenes describen la presencia y morfología de dientes, que son proyecciones o lóbulos a lo largo de los lados, puntiagudos o redondeados. Técnicamente, el corte de los dientes se extiende no más de 1/8 de distancia de la extensión de la vena media o unión de las venas primarias, si se pasa de esta distancia, entonces el objeto no es un diente sino que el margen se llama lobado, hendido (cleft), partido (parted) o dividido.
Un margen que no tiene dientes se denomina entero (puede ser entero y lobado al mismo tiempo). Un margen con dientes en general se describe como dentado, pero también hay términos más específicos.
Si los dientes son como el borde de una sierra, es decir puntiagudos y orientados hacia el ápice de la hoja, se denomina
- margen serrado, si los dientes tienen un 1/16 a 1/8 de largo en relación con la extensión de la vena media o de las venas desde la unión de las venas primarias,
- margen serrulado (diminutivo de serrado), si los dientes tienen un 1/16 de largo en relación con la extensión de la vena media o de las venas desde la unión de las venas primarias,
- margen doblemente serrado o biserrado, si tiene dientes grandes serrados que a lo largo de su margen tienen dientes más pequeños y también serrados.
- margen runcinado/runcinoso (del latín runcǐna, cepillo para madera), partido en lóbulos profundos y arqueados hacía la base o, por lo menos, con los bordes superiores convexos y el inferior recto.[6]

- Margen crenulado.
- Margen entero.
- Margen serrado.
- Margen serrulado.
- Margen doblemente serrado.

Los términos de márgenes que describen dientes como los del tiburón, que emergen en ángulos rectos, se llaman
- margen dentado, si el diente tiene 1/16 a 1/8 de largo en relación con la extensión de la vena media o la extensión de las venas desde la unión de las venas primarias,
- margen denticulado (diminutivo de dentado) si tiene 1/16 de largo en relación con la extensión de la vena media o la extensión de las venas en relación a la unión de las venas primarias.

- Margen dentado
- Margen denticulado
- Margen crenado.

Los términos de márgenes que describen dientes redondeados a obtusos que se alejan a ángulos rectos del borde del margen son
- margen crenado, con el corte del diente a 1/16 a 1/8 de largo en relación con la extensión de la vena media o la extensión de las venas desde la unión de las venas primarias,
- margen crenulado, diminutivo de crenado, si el corte tiene más de 1/16 de largo en relación con la extensión de la vena media o la extensión de las venas desde la unión de las venas primarias.

El tamaño relativo y densidad de los dientes también pueden ser descritos, con términos como "coarsely" (toscamente), para describir dientes grandes y desiguales, o "finely" (finamente) para describir dientes relativamente pequeños e igualmente espaciados, o "sparcely" (espaciadamente), para describir dientes que son pocos en número o están bien espaciados.
Los márgenes con dientes con procesos puntiagudos y rígidos, como espinas, se llaman espinosos. "Premorso" describe un margen con una apariencia irregular, como mordida, que se ve en algunas palmeras.
- Margen espinoso
- Margen espinoso según Simpson (2005).
- Margen premorso

Los términos describiendo a los márgenes con tricomas (los pelos de las plantas) son ciliado, con tricomas que protruyen de los márgenes, ciliolado, con diminutos tricomas protruyendo de los márgenes, diminutamente ciliados. El término aciliado describe un margen sin tricomas, más allá de si tiene dientes.
Finalmente el término filífero se refiere a los márgenes con estructuras como fibras toscas (como en los márgenes de las hojas de algunas Yucca).
- Margen ciliado.
- Margen ciliolado.
- Margen filífero.

## Tipos de diente
El tipo de diente puede ser definido de acuerdo con el patrón de venación que entra en el diente, la forma del diente, y caracteres del ápice del diente como por ejemplo si tiene glándulas. Los tipos más comunes de dientes están ilustrados en las imágenes (texto de referencia y más ejemplos: Hickey y Wolfe 1975).
- Diente violoide.
- Diente cloranthoide.
- Diente malvoide.
- Diente rosoide.
- Diente salicoide.
- Diente teoide.
- Diente espinoso.
- Diente rutoide.

## División
División es un carácter de la forma bidimensional que se refiere a la presencia y características de senos (incisiones), éstos definiendo lóbulos o segmentos. 
Cuatro términos de división que denotan precisamente el grado de división son: lobado, con los senos extendiéndose entre 1/8 y 1/4 de la distancia de la vena media o la distancia desde la unión de las venas al borde del objeto, hendido (cleft), con los senos extendiéndose entre 1/4 y 1/2 de la vena media o la distancia desde la unión de las venas, partido, con los senos extendiéndose entre 1/2 y 3/4 de la distancia de la vena media o la distancia desde la unión de las venas, y sectado, con los senos extendiéndose entre 3/4 y casi la vena media o la distancia desde la unión de las venas.
Estos términos deberían ser precedidos de los términos: pinadamente (por ejemplo "pinadamente lobado") para especificar una división a lo largo del eje central (típicamente la vena media), o palmadamente (por ejemplo "palmadamente sectado") para especificar una división en relación con un punto (típicamente la unión de las venas primarias en una hoja palmada).
- División de forma bidimensional pinadamente lobada.
- División de forma bidimensional pinadamente hendida (cleft).
- División de forma bidimensional pinadamente partida.
- División de forma bidimensional pinadamente sectada.
- División de forma bidimensional palmadamente lobada.
- División de forma bidimensional palmadamente hendida (cleft).
- División de forma bidimensional palmadamente partida.
- División de forma bidimensional palmadamente sectada.

Algunos términos útiles también son pinatifido, pinadamente lobado a dividido, pinatisecto, pinadamente sectado, casi en discretos folíolos pero confluente en la vena media, bipinatifido, bipinadamente lobado a sectado, palmatifido, palmadamente lobado a sectado, y palmatisecto, palmadamente sectado, casi en folíolos discretos pero confluentes en la base de los lóbulos. Descompuesto denota profundamente dividido en segmentos numerosos de forma que los folíolos no están claramente definidos (notar que el mismo término puede ser usado para una hoja varias veces compuesta).
Algunos términos de división se refieren específicamente a la forma de los senos y lóbulos. Disecto significa dividido en segmentos muy finos, usualmente indistintos. Bífido significa 2-lobado o 2-dividido, especialmente en el ápice. Inciso significa que los senos son agudos, usualmente irregulares. Sinuado, en contraste, refiere a los senos siendo suaves, ondeados en el plano horizontal. Lacerado se refiere a los senos que están de forma irregular, los lóbulos pareciendo lágrimas. Laciniado denota a los lóbulos que están cortados en segmentos delgados, como cintas. Pectinado significa como un peine, pinadamente dividido con lóbulos cercanos y muy delgados.
- División de forma bidimensional incisa.
- División de forma bidimensional sinuada.
- División de forma bidimensional laciniada.
- División de forma bidimensional pectinada.